# Dusîno, Svaleava
Dusîno (în ucraineană Дусино) este localitatea de reședință a comunei Dusîno din raionul Svaleava, regiunea Transcarpatia, Ucraina.

## Demografie
Componența lingvistică a localității Dusîno
     Ucraineană (98,74%)
     Rusă (1,2%)
     Alte limbi (0,06%)
Conform recensământului din 2001, majoritatea populației localității Dusîno era vorbitoare de ucraineană (98,74%), existând în minoritate și vorbitori de rusă (1,2%).